# Teknős Péter
Teknős Péter (Kaposvár, 1920. május 15. – Budapest, 1998. augusztus 31.), 1947-ig Teknős János Tibor magyar ifjúsági ismeretterjesztő, regény- és sci-fi-író.

## Élete
Apja 1919-ben a direktórium tagja volt. Elemi és középiskolába szülővárosában járt, ott is érettségizett 1938-ban. Dolgozott cukorgyárban, volt segédmunkás, magántisztviselő, raktáros. 1942-ben belépett a Szociáldemokrata Pártba, és részt vett az illegális Magyar Kommunista Párt munkájában is. Még ugyanebben az évben internálták.  1945-ben kinevezték a Magyar Filmgyártó Vállalat egyik vezetőjévé, majd a Népművelési Minisztériumba került. Pártpropagandista volt, az MKP Országos Központjának munkatársa. 1952-től a Magyar Rádió kulturális rovatvezetője, 1955-től a Magyar Hírek, 1958-tól az Esti Hírlap, 1962-től a Magyar Nemzet, 1966-tól a Népszerű Technika című lap munkatársa, majd annak megszűnése után ugyanannál a kiadónál a Füles olvasószerkesztője. 1986-ban nyugállományba vonult, de tovább tevékenykedett a Fülesnél.

## Munkássága
Írt ifjúsági ismeretterjesztő műveket, történelmi és tudományos fantasztikus regényeket, hangjátékokat, tévéjátékokat, rajzfilmszövegeket, képregényeket, foglalkozott műfordítással. Sok és sokfajta könyvet írt, a legváltozatosabb műfajokban és formákban ösztönzi olvasóit az ismeretszerzésre.
Az ifjúságnak írt műveiben egyaránt foglalkozik a múlt, a jelen és a jövő rejtélyeivel. A tudomány, a művészet és a történelem titkaiba egyaránt bepillantást nyújt.

## Művei
- Ezerszínű kincs (ifjúsági ismeretterjesztő mű, 1950)
- Döntetlen? (kisregény, 1951)
- Földalatti gyorsvasút (ifjúsági ismeretterjesztő mű, 1951)
- Emberek a föld alatt (kisregény, 1952)
- Mi leszel pajtás? (ifjúsági ismeretterjesztő mű, 1953)
- Felfedezők és hódítók (Bokor Péterrel, kisregény, 1961)
- Nem boszorkányság (ifjúsági ismeretterjesztő mű, 1964)
- Jártunk a jövőben (fantasztikus regény, 1968)
- Százados szenzációk (elbeszélések, 1970)
- Az elnök futára (történelmi, ifjúsági regény, 1974)
- Kérdezz! Felelek mindenre (ifjúsági ismeretterjesztő mű, 1975; 2. átdolgozott, bővített kiadás: 1986)
- Háború a vadonban (ifjúsági regény, 1976)
- Roppannak a sapkarózsák (történelmi regény, 1978)
- Sárga villámcsapás (történelmi regény, 1982)
- A vasfejű ( történelmi regény, 1985)
- Tíz nap, amely megrengette a világot (politika, 1987)
- Kikli Tivadar: Drámák, rádiójátékok; Bába, Szeged, 2007 (a rádiójátékok társszerzője Teknős Péter)

### Műfordítása
- Silvia Magi Bonfanti: Speranza - Egy boldog asszony[1] (regény, 1956)

## Kitüntetései
- Szocialista Hazáért érdemrend (1967)
- A Munka Érdemrend ezüst fokozata (1980)